# برفونالول
برفونالول (انگلیسی: Brefonalol) یک آنتاگونیست بتا آدرنرژیک است که تپش قلب و فشار خون را کاهش می‌دهد و رگ‌های خونی را گشاد می‌کند. این دارو در حدود سال ۱۹۹۰ میلادی مورد مطالعه قرار گرفته‌است.